# Dustlik
Dustlik es una localidad de Uzbekistán, en la provincia de Djizaks.
Se encuentra a una altitud de 273 m sobre el nivel del mar. 

## Demografía
Según estimación 2010 contaba con una población de 17724 habitantes.